# Kelowna International Airport

i7
i11
i13
Der Kelowna International Airport ist ein internationaler Flughafen in der kanadischen Provinz British Columbia, nördlich der Kleinstadt Kelowna. Der Flughafen hat zwei Frachtterminals und ein Passagierterminal. Es gibt fünf Flugzeugstandplätze, 24 Abfertigungsschalter, zehn Gates und drei Gepäckbänder. Es stehen 321 Kurzzeit- und 1900 Langzeitparkplätze zur Verfügung. Der Flughafen ist rund um die Uhr geöffnet.
Der Flughafen ist ein Platz des National Airports Systems und befindet sich im Eigentum von Transport Canada. Betrieben wird er von der „City of Kelowna“. Da der Platz durch Nav Canada als Airport of Entry klassifiziert ist und dort Beamte der Canada Border Services Agency (CBSA) stationiert sind, ist hier eine Einreise aus dem Ausland zulässig.

## Geschichte
Der Flughafen existiert seit 1946. 1958 wurden erste Linienflüge nach Vancouver angeboten. Ein Ausbau der Landebahn erfolgte 1960; sie wurde auf 5350 Fuß erweitert und asphaltiert. Der Flughafen wurde aufgrund steigender Passagierzahlen immer wieder ausgebaut. 2009 steckte man sich das Ziel, 1,5 Millionen Passagiere im Jahr 2015 abzufertigen. Dazu wurde in einer ersten Stufe die Ankunftshalle für internationale Passagiere erweitert und 2012 eingeweiht. Ergänzend wurde die Infrastruktur um den Flughafen modernisiert, um eine gute Erreichbarkeit zu gewährleisten.

## Flughafenanlagen

### Start- und Landebahn
Beim Anflug auf den Flughafen stehen folgende Navigations- und Landehilfen zur Verfügung: NDB und ILS / DME
- Landebahn 16/34, Länge 2713 m, Breite 61 m, Asphalt[10]

## Service
Am Flughafen sind folgende Flugbenzinsorten erhältlich:
- AvGas  (100LL)
- Kerosin (Jet A-1)

## Fluggesellschaften und Ziele
Der Kelowna International Airport wird von Air Canada, Air North, Central Mountain Air, Flair Airlines, Pacific Coastal Airlines, Sunwing Airlines, Swoop, Westjet Airlines und Alaska Airlines genutzt. Angeflogen werden verschiedene Flughäfen in Kanada, zum Beispiel Vancouver, Victoria, Calgary, Winnipeg, Toronto und Edmonton. Auch internationale Flüge nach Seattle in den Vereinigten Staaten werden durchgeführt. Darüber hinaus werden saisonal noch Flugverbindungen nach Cancún, Las Vegas, Phoenix und Varadero angeboten.

## Verkehrszahlen
| Jahr | Fluggastaufkommen | Flugbewegungen |
| ---- | ----------------- | -------------- |
| 2020 | 737.447           |                |
| 2019 | 2.032.019         |                |
| 2018 | 2.059.030         |                |
| 2017 | 1.893.470         | 80.730         |
| 2016 | 1.732.113         | 75.426         |
| 2015 | 1.593.606         | 74.184         |
| 2014 | 1.602.899         | 76.413         |
| 2013 | 1.504.694         | 74.468         |
| 2012 | 1.443.997         | 74.771         |
| 2011 | 1.390.187         | 72.129         |
| 2010 | 1.391.807         | 73.434         |
| 2009 | 1.367.631         | 74.027         |
| 2008 | 1.389.883         | 81.884         |
| 2007 | 1.363.391         | 90.544         |
| 2006 | 1.226.442         | 75.630         |
| 2005 | 1.078.652         | 71.438         |
| 2004 | 894.561           | 68.776         |
| 2003 | 862.925           | 69.809         |
| 2002 | 839.654           | 80.452         |
| 2001 | 850.311           | 81.080         |